# Озаркевич Іван Іванович
Іван (Іоан) Іванович Озаркевич (5 грудня 1826, Глибоке, нині с. Глибока Богородчанський район — 9 лютого 1903, Болехів) — український греко-католицький священник, громадський та політичний діяч Галичини у XIX ст.

## Життєпис
Син Івана Григоровича Озаркевича, чоловік Теофіли з Окуневських (†28.03.1904), батько Євгена, Володимира, Лонгина Озаркевичів та Наталії Кобринської. Небожами Івана Озаркевича були Теофіл та Ярослав Окуневські. Шляхетського походження.
Здобув вищу духовну освіту (закінчив Львівську духовну семінарію, висвячений 1848 року, з 1848 року парох Белелуї), володів декількома європейськими мовами, вкомплектував чималу бібліотеку всебічного змісту: богословського, філософського, історичного, економічного, соціяльного, художнього. Брав участь у діяльності «Руської Бесіди», Галицько-Руської матиці, Народного дому, «Общества ім. М. Качковського» тощо.
З 1861 року Снятинський декан УГКЦ, з 1884 року парох Болехова. Депутат Снятинської повітової ради (1868—1884 роки, був віце-маршалком Снятинського повіту), Болехівської повітової ради, шкільний інспектор.
Як відомий громадський діяч став послом (депутатом) краєвого сойму (1867—1876 роки; обраний в 2-му скликанні від IV курії округу Снятин — Заболотів, обраний замість Василя Кузика, повноваження якого не підтвердив Сейм; склав мандат 15 травня 1875 року, замість нього був обраний о. Михайло Коржинський), згодом — Віденського парламенту (1873—1891).
Неодноразово подавав інтерпеляції (запити) на захист і розширення громадських та національних прав русинів-українців у справі поліпшення шкільної освіти в Галичині; зокрема, після відмов:
- у 1890 р. старости Підгайців надати зал для зустрічі з виборцями члену Крайової управи Дем'яну Савчаку
- надати відпустку на передвиборчі зустрічі Юліяну Романчуку[5] 
1895 року очолив депутацію галицьких українців до цісаря зі скаргою на крайову адміністрацію у зв'язку з порушеннями законодавства під час виборчої кампанії до Галицького Сейму.

## Творчість
Автор поезій, сценічних постановок.